# Joel Coen i Ethan Coen
Joel Coen i Ethan Coen, coneguts conjuntament com a germans Coen, han estat Premi d'Acadèmia quatre vegades. Durant més de vint anys, han escrit i dirigit nombroses pel·lícules d'èxit. Si bé Joel Coen figura sovint com a únic director de les seves pel·lícules, el seu germà està igualment molt implicat, al marge de la seva activitat de productor.
Ethan Coen va néixer el 21 de setembre del 1957 a Minneapolis, Minnesota (Estats Units). Joel Coen va néixer el 29 de novembre de 1954 a Minneapolis, Minnesota (Estats Units)

## Biografia
Joel i Ethan Coen són fills d'Edward Coen, professor d'econòmiques a la Universitat de Minnesota, i de Rena Coen, historiadora d'art.
Després d'acabar els seus estudis secundaris i acudir ambdós al Simon's Rock College, a Massachusetts, Joel va estudiar cinematografia a l'Institut de Cinema i Televisió de Nova York i Ethan, Filosofia a la Universitat de Princeton.
Joel seria el primer a involucrar-se en el món del cinema com a muntador de títols de terror com Lucifer (1981) de Frank LaLoggia i Possessió infernal (1981) de Sam Raimi.
Joel s'estrenaria com a director amb Sang fàcil (1984), un film escrit al costat del seu germà Ethan, que estava muntat per ambdós sota el pseudònim de Roderick Jaynes.
Ethan també ocupava el lloc de productor, faceta que desenvoluparia al llarg de la seva carrera, acreditant-se Joel com a director, malgrat que el concepte dels seus films està sempre compartit.
En Sang fàcil, s'estrenaven amb un projecte propi, establint un tribut al cinema negre americà des de la seva personal i extravagant òptica, amb un enlluernador estil narratiu i un intel·ligent sentit de l'humor. Aquest particular homenatge als gèneres més característics del cinema de Hollywood serà constant en tota la seva trajectòria.
En la pel·lícula, apareixia l'actriu Frances McDormand, amb qui Joel va contreure matrimoni el mateix any de l'estrena del film.
El 1985, escriurien el guió d'Ona de crims, ona de riures, una comèdia dirigida per Sam Raimi.
Arizona baby (1987), una comèdia de to informal deutora del cartoon amb el protagonisme de Nicolas Cage, seria el seu segon títol, en el qual intervenia un altre actor fetitxe de la parella, John Goodman, així com John Turturro, que donaria inici a la seva col·laboració amb els Coen en Mort entre les flors (1990), un thriller protagonitzat per Gabriel Byrne.
Turturro i Goodman serien els principals intèrprets de Barton Fink (1991), una de les millors pel·lícules de Joel i Ethan, que seria guardonada en el Festival de Cannes amb la Palma d'Or a la millor pel·lícula, millor direcció i millor actor per a John Turturro.
El 1992, Ethan es va casar amb la muntadora Tricia Crooke, habitual col·laboradora de les seves pel·lícules. Després d'El gran salt (1994), un tribut a les comèdies de Frank Capra, els germans Coen van aconseguir un dels seus grans triomfs amb Fargo (1996), un thriller amb rivets de comèdia que rebria set nominacions a l'Oscar, entre aquestes la de millor pel·lícula i millor director. Ethan i Joel aconseguirien guanyar el premi al millor guió i Frances McDormand l'estatueta a la millor actriu. Joel ja havia estat premiat per aquest film a Cannes.
En El gran Lebowski (1998), un film protagonitzat per Jeff Bridges, feien un mix entre la comèdia excèntrica i el thriller, mentre que en O Brother, Where Art Thou? (2000) se servien de l'Odissea d'Homer per configurar una pel·lícula que va servir perquè la seva estrella, George Clooney, aconseguís guanyar el Premi Globus d'Or com a millor actor de comèdia. Els germans Coen serien nomenats a l'Oscar al millor guió adaptat.
The Man Who Wasn't There (2001), títol postnegre protagonitzat per Billy Bob Thornton i fotografiat en blanc i negre per Roger Deakins, que va substituir Barry Sonnenfeld, que havia iniciat la seva carrera com a fotògraf de les primeres pel·lícules dels Coen (fins a Mort entre les flors), tornaria a causar sensació a Cannes, festival que va premiar de nou la direcció del film.
Posteriorment, van rodar dues comèdies, Intolerable Cruelty (2003), un tribut a les comèdies excèntriques de Howard Hawks, i The Ladykillers (2004), una nova versió d'un film britànic d'Ealing que estava protagonitzat per Tom Hanks.
Posteriorment, han adaptat Cormac McCarthy en No Country for Old Men (2007) i preparen la filmació d'un western a l'estil dels espagueti westerns de Sergio Leone.
Per No Country for Old Men, els germans Coen van rebre l'Oscar a la millor pel·lícula, direcció i guió adaptat.
Cremeu-ho després de llegir-ho (2008), en què actuen -entre d'altres- George Clooney, Brad Pitt i John Malkovich, va inaugurar la 65a edició del Festival Internacional de Cinema de Venècia.

## Estil
Amb molta influència del cinema negre i d'altres estils de cinema del passat, les pel·lícules dels germans Coen combinen l'humor punyent amb la ironia fina i visuals escandaloses. Els Coen prefereixen no posar els crèdits de presentació al principi de la pel·lícula.
Els germans Coen són dels pocs directors contemporanis que han mostrat un gran afecte per les comèdies dels anys 30 i 40 (screwball), i han incorporat alguns dels seus elements, introduint-hi variants enginyoses i subtils, com en El gran salt i en Intolerable Cruelty, i a vegades col·locant excèntrics personatges xerraires com Steve Buscemi en Mort entre les flors.
El seu estil de caracterització crea un món en el qual fins i tot personatges amb poca participació, i que parlen poc, semblen tenir exagerats trets o característiques. Això pot ser atribuït als escenaris de moltes de les pel·lícules (per exemple, els rars i meravellosos personatges d'El gran Lebowski no semblen estar massa fora de la realitat de moltes comunitats de Los Angeles).
Precisament, el maltractament als seus personatges és una de les acusacions més recurrents que els Coen han d'encaixar dels seus detractors. Segons ells, darrere del sec enginy, l'exagerat llenguatge i l'aclaparadora ironia dels seus diàlegs, de vegades parcs, es pot identificar l'aire condescendent o burlesc, despectiu, manipulador i fins i tot despietat que la parella adopta davant dels éssers humans que construeix. Pitjor encara, se'ls acusa de treballar amb personatges que són construccions artificials més que éssers humans de carn i ossos, amb els quals l'espectador pugui connectar emocionalment, com si el terror cerval que Anton Chigurh provoca no fos una emoció verdadera.
De manera similar, i com que el seu cinema es troba tan fermament ancorat en la cultura popular com relacionat amb altres formes fílmiques preexistents, se sol atribuir als germans Coen que les seves pel·lícules són exclusivament sobre altres pel·lícules —el cinema negre en Mort entre les flors i The Man Who Wasn't There, les comèdies excèntriques clàssiques en Intolerable Cruelty i The Ladykillers--, que s'oculten darrere del pur estilisme per evitar ficar-se en qüestions morals i ètiques.

## Tècniques
Visualment, els Coen afavoreixen el moviment de la càmera en el rodatge, especialment tràvelings i tirs de grua. Les seves pel·lícules es distingeixen també per rúbriques visuals cinemàtiques. Les escenes que emfasitzen la perspectiva o la interacció d'ombra i llum són presents en moltes pel·lícules: la lleixa de sabates del joc de bitlles en l'escena "Gutterballs" d'El gran Lebowski, la taula de la sala de juntes i l'edifici Hudsuckerena The Hudsucker Proxy, l'escena de nit amb "Joe Wheezy" en Intolerable Cruelty i l'escena de caça de mitjanit en Fargo en són uns quants exemples.

### La "presa Raimi" o velocitat en pista
De tant en tant, en les seves preses de seguiment que la "carrera" de la càmera fa cap endavant, com en l'escena de la recaptació d'Arizona baby, en què Nathan Jr és descobert per la seva mare, que no hi és. Els germans Coen defineixen la carrera que fa la càmera endavant com a "presa Raimi" en homenatge a seu vell amic i director Sam Raimi, que la utilitza àmpliament en Possessió infernal (amb Joel Coen, que el va ajudar en el muntatge). El gran salt té dues preses, quan Norville mostra la carta blava a la secretària de Mussburger: en primer lloc, a la boca de la senyora cridant per l'escala i, a continuació, com a resposta de Norville. Aquest mètode, el van fer servir també en la seva part de la pel·lícula col·lectiva Paris, je t'aime.

### Lents
Les primeres pel·lícules dels germans Coen (amb l'excepció de Mort entre les flors) fan un ús intensiu del gran angular, que és la lent preferida del seu primer fotògraf Barry Sonnenfeld. Quan Sonnenfeld va deixar-los per exercir de director, va ser reemplaçat per Roger Deakins, que ha estat intentant treure aquestes lents del cap dels Coen. Encara que els grans angulars permeten un gran camp de visió, provoquen una distorsió considerable en la mida aparent d'objectes que són lluny de la càmera. Deakins ha estat treballant en lents més llargues, que semblen escurçar la distància entre objectes, però tenen un camp de visió més restringit.

### Els angles de la càmera
Els germans Coen utilitzen els angles de la càmera i de vegades amaguen més que revelen informació. Els exemples els tenim en Fargo quan Jean Lundegaard s'amaga a la dutxa, en Miller's Crossing quan Tom entra a la seva habitació després que Leo marxi (Verna és al llit darrere ell), i en Blood Simple quan Abby s'està aixecant del llit amb Ray i el Volkswagen aturat a fora de la seva finestra.

### Talls dissimulats
També amb freqüència "amaguen" els seus talls en primer pla en un objecte, a l'estil de Rope d'Alfred Hitchcock: una ocurrència evident en Fargo és quan Carl colpeja la televisió perquè funcioni, i quan ve la imatge és un tall a la televisió de Marge com es veu des del seu llit, un tall similar en Miller's Crossing quan el primer pla de la finestra a la casa de Bernie se'n va lluny per mostrar un home mort en un altre pis, en El gran salt quan Amy Archer crida "Go Eagles!" després que Norville la contractés, la pel·lícula talla mostrant amb la mateixa alegria el seu company de treball en el diari, i en Blood simple quan el primer pla del ventilador del sostre sobre el cap de Marty resulta ser d'Abby des del sofà de la casa de Ray.
Una tècnica semblant s'utilitza per a integrar la música de fons en l'acció. Alguns exemples se'n troben en El gran Lebowski, en què la cançó "Tumbling Tumbleweeds", que acompanya el monòleg introductori, continua com a fil musical en l'escena del supermercat on acaba el monòleg. En la mateixa pel·lícula, la música de fons que s'escolta quan el personatge principal s'enfronta amb el detectiu privat que el segueix, s'està sentint a la ràdio del cotxe del detectiu.

### Guions
Els germans Coen acaben completament els guions de les seves pel·lícules abans de la filmació (molts directors només completen els guions complexos com les seqüències d'acció). Afirmen que els ajuda a saber per on anirà el pressupost, i poden demostrar com es farà servir la major part dels diners.
Els germans Coen també han declarat que fan servir el guió com una eina de referència, però estan oberts també a la col·laboració dels actors. Diversos actors que han treballat amb els Coen han assenyalat que estaven molt oberts als seus suggeriments. Si l'actor suggereix quelcom diferent i funciona, ho fan servir sense cap problema.

### Correcció de color
O Brother, Where Art Thou? va ser la primera pel·lícula a ser totalment corregida de color des del principi fins al final utilitzant tècniques digitals. Els germans volien que reflectís la Dust Bowl de l'atmosfera de la Gran Depressió i, com el paisatge de moltes de les escenes era molt més verd que el que desitjaven, va requerir una àmplia correcció de color en tota la pel·lícula, obtinguda amb l'ús d'ordinadors.

## Vida personal
Joel Coen està casat amb l'actriu Frances McDormand des del 1984. Han adoptat un fill originari del Paraguai anomenat Pedro McDormand Coen (Frances i tots els seus germans també són adoptats). McDormand ha treballat com a actriu en cinc de la pel·lícules dels germans Coen, incloent-hi una petita aparició en Mort entre les flors, un rol secundari en Arizona baby, i com a protagonista en Sang fàcil, The Man Who Wasn't There i Fargo (amb la qual va guanyar el premi Oscar).
Ethan Coen està casat amb l'editora Tricia Cooke.
Viuen a la ciutat de Nova York.

## Filmografia

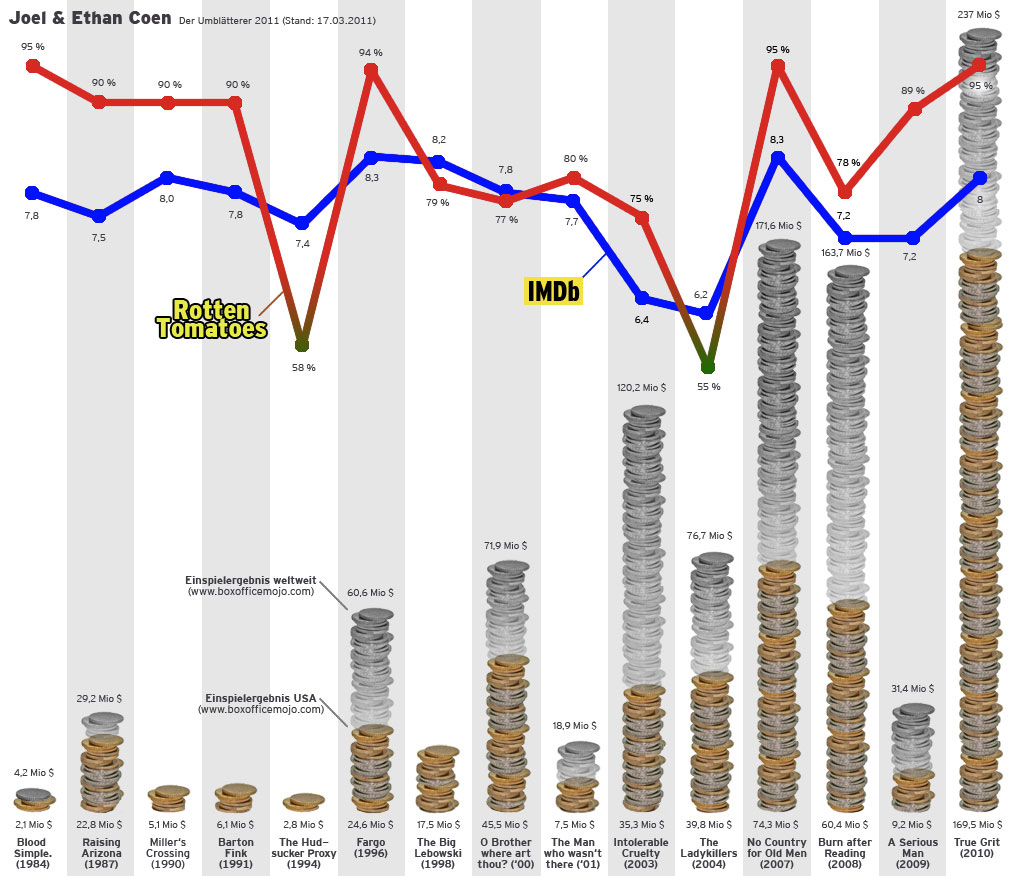
Totes les pel·lícules dels germans Coen en una estadística (resultats de taquilla, valoració imdb, crítiques positives a Rotten Tomatoes)

- 1984: Sang fàcil (Blood Simple) amb John Getz, Frances McDormand i Dan Hedaya
- 1985: Crimewave (guió), de Sam Raimi
- 1987: Arizona baby (Raising Arizona) amb Nicolas Cage, Holly Hunter i John Goodman
- 1990: Mort entre les flors (Miller's Crossing) amb Gabriel Byrne, John Turturro i Marcia Gay Harden
- 1991: Barton Fink amb John Turturro, John Goodman i Judy Davis
- 1994: El gran salt (The Hudsucker Proxy) amb Paul Newman, Tim Robbins i Jennifer Jason Leigh
- 1996: Fargo amb Frances McDormand, William H. Macy i Steve Buscemi
- 1998: El gran Lebowski (The Big Lebowski) amb Jeff Bridges, John Goodman i Steve Buscemi
- 2000: O Brother, Where Art Thou? amb George Clooney, John Turturro i Tim Blake Nelson
- 2001: The Man Who Wasn't There amb Billy Bob Thornton, Frances McDormand i Michael Badalucco
- 2003: Intolerable Cruelty amb George Clooney, Catherine Zeta-Jones i Edward Herrmann
- 2004: The Ladykillers amb Tom Hanks, Irma P. Hall i Marlon Wayans
- 2006: Paris, je t'aime (episodi Tuileries) amb Steve Buscemi, Julie Bataille i Axel Kiener
- 2007: No Country for Old Men amb Tommy Lee Jones, Josh Brolin i Javier Bardem
- 2008: Cremeu-ho després de llegir-ho (Burn After Reading) amb George Clooney, Frances McDormand, John Malkovich, Tilda Swinton i Brad Pitt
- 2009: Un home seriós (A Serious Man) amb Michael Stuhlbarg, Richard Kind, Fred Melamed, Sari Lennick i Adam Arkin
- 2010: True Grit amb Jeff Bridges, Matt Damon i Josh Brolin
- 2012: Gambit (guió), de Michael Hoffman amb Cameron Diaz, Colin Firth i Alan Rickman
- 2013: Inside Llewyn Davis amb Oscar Isaac, Carey Mulligan i John Goodman
- 2016: Hail, Caesar amb George Clooney
- Suburbicon (guió), de George Clooney
- 2018: The Ballad of Buster Scruggs, amb Tim Blake Nelson, Liam Neeson i James Franco

## Premis i nominacions

### Oscar
| Any  | Categoria                     | Pel·lícula                 | Resultat   |
| ---- | ----------------------------- | -------------------------- | ---------- |
| 1996 | Oscar a la millor pel·lícula  | Fargo                      | Candidats  |
| 1996 | Oscar al millor director      | Fargo                      | Candidats  |
| 1996 | Oscar al millor muntatge      | Fargo                      | Candidats  |
| 1996 | Oscar al millor guió original | Fargo                      | Guanyadors |
| 2000 | Oscar al millor guió adaptat  | O Brother, Where Art Thou? | Candidats  |
| 2007 | Oscar a la millor pel·lícula  | No Country for Old Men     | Guanyadors |
| 2007 | Oscar al millor director      | No Country for Old Men     | Guanyadors |
| 2007 | Oscar al millor guió adaptat  | No Country for Old Men     | Guanyadors |
| 2007 | Oscar al millor muntatge      | No Country for Old Men     | Candidats  |
| 2009 | Oscar a la millor pel·lícula  | Un home seriós             | Candidats  |
| 2009 | Oscar al millor guió original | Un home seriós             | Candidats  |
| 2010 | Oscar a la millor pel·lícula  | True Grit                  | Candidats  |
| 2010 | Oscar al millor director      | True Grit                  | Candidats  |
| 2010 | Oscar al millor guió adaptat  | True Grit                  | Candidats  |

### Premi Globus d'Or
| Any  | Categoria                                           | Pel·lícula               | Resultat   |
| ---- | --------------------------------------------------- | ------------------------ | ---------- |
| 1996 | Globus d'Or al millor guió                          | Fargo                    | Candidats  |
| 1997 | Globus d'Or al millor director                      | Fargo                    | Candidats  |
| 2002 | Globus d'Or al millor guió                          | The Man Who Wasn´t There | Candidats  |
| 2008 | Globus d'Or a la millor pel·lícula dramàtica        | No Country for Old Men   | Candidats  |
| 2008 | Globus d'Or al millor director                      | No Country for Old Men   | Candidats  |
| 2008 | Globus d'Or al millor guió                          | No Country for Old Men   | Guanyadors |
| 2008 | Globus d'Or a la millor pel·lícula musical o còmica | Fargo                    | Candidats  |

### BAFTA
| Any  | Categoria                     | Pel·lícula                 | Resultat   |
| ---- | ----------------------------- | -------------------------- | ---------- |
| 1996 | BAFTA a la millor pel·lícula  | Fargo                      | Candidats  |
| 1996 | BAFTA a la millor direcció    | Fargo                      | Guanyadors |
| 1996 | BAFTA al millor guió original | Fargo                      | Candidats  |
| 1996 | BAFTA al millor muntatge      | Fargo                      | Candidats  |
| 2000 | BAFTA al millor guió original | O Brother, Where Art Thou? | Candidats  |
| 2007 | BAFTA a la millor pel·lícula  | No Country for Old Men     | Candidats  |
| 2007 | BAFTA a la millor direcció    | No Country for Old Men     | Guanyadors |
| 2007 | BAFTA al millor guió adaptat  | No Country for Old Men     | Candidats  |
| 2007 | BAFTA al millor muntatge      | No Country for Old Men     | Candidats  |
| 2010 | BAFTA al millor guió adaptat  | True Grit                  | Candidats  |